# 教授

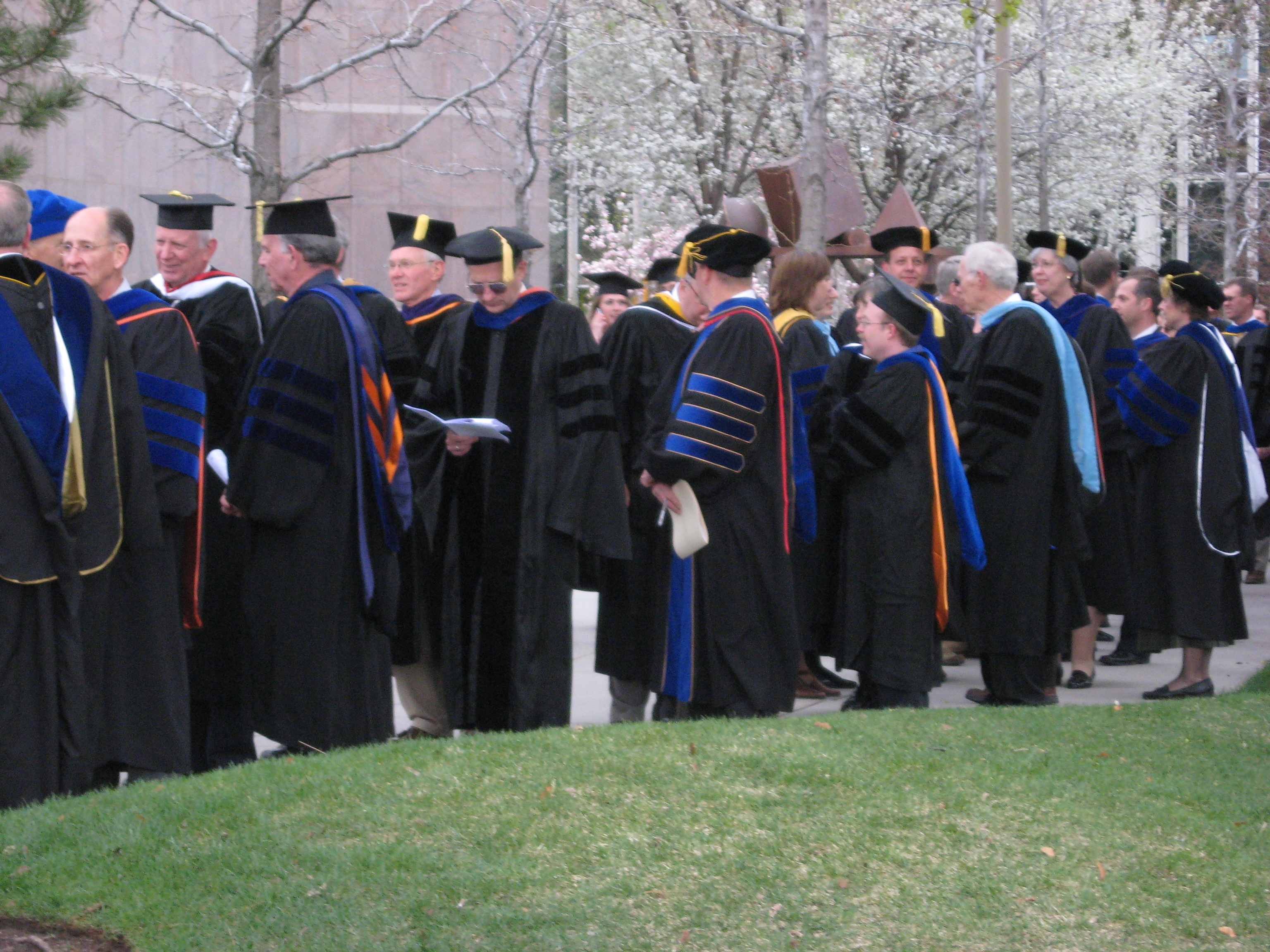
著禮服的教授

教授，是一種高等教育體系中的職稱。在中國漢、唐的大學中即設有此官職；在現代漢語、日語及韓語的語境中，多作為英語「Professor」一詞的同義語使用，指在現代高等教育機構（例如：大學或社區學院）中執教的教師。

## 歐美
在歐美高等教育體系中，「教授」（professor）通常是大學教授職務裡的最高级别。
教授的工作是在大學裡針對他們所擅長的領域開課、或授與學生專業訓練，如科學和文學等領域。另外教授也必須深耕自己專精的學科，以發表論文的方式來獲得學術或商業上的合作機會（包括了政府在科學上的顧問、或是商業發明等），同時訓練、指導自己的學生做研究、撰寫論文，以期將來有足夠的能力與他們交棒。在授課、訓練、提交論文與尋求商業合作這四個方向裡，要取得平衡則端看學校、地點（國家）和時間額外因素。例如在歐美的頂尖大學中，學校相當重視在獨一領域中專精的教授，而且常常將他們作為該校的宣傳重點。

### 终身制

2005年歐美教授薪資

在西方的许多国家，大学的教授是终身的。终身制最初来自德国大学，后来在美国也开始实行。教授终身制的目的是为了保证教授的学术研究不会受到政治、商业以及资金来源的牵制和困扰。1994年，美国在《反雇佣年龄歧视法案》中规定学校不得强迫终身制教授退休。
在美国大学当中，新聘的教师有一段6-7年的考察期，以考察教师的学术水準和职业道德。然后学校根据学术资质，决定是否授予终身制教授。

### 英澳新體系與北美體系的比較
在英澳紐（英國、澳大利亞、新西蘭）體制下，每個領域通常只會有極少數正教授（professor），相當於美國的講座教授（chair professor）；由於在英澳紐體制下，僅有極少數人可以晉升正教授，英澳紐體系的reader以及associate professor（實際上升任到這個級職要跟在美加體系中正教授難度差不多），是系所中數量較少的職務，因此可視為等同北美體系中一般正教授（full professor）的地位。在澳紐體制下，professor/associate professor同時被統稱為professorial appointment（教授聘），這是比較容易在中文體系下被混淆的地方。
高級講師（senior lecturer）公認為相當於北美的副教授。而英澳紐體系現行對新聘講師（lecturer）的學歷要求，也基本為博士畢業（或極少數情形為即將畢業）才有資格，因此該職相當於北美（美加）體制下的助理教授（assistant professor）。英制的講師已經可以協助指導博士生，也要負責研究成果；美國體系與英國、澳大利亞、紐西蘭不同，美國的大學講師則通常只負責教學，沒有負責學術研究。

## 日本
日本的教授是各高等院校自行審查自行授予，並非由國家審核決定。

## 台灣
在台灣，教授一詞被廣泛用來指涉大專院校的教師，具一般稱謂的意涵。嚴格而言，作為職稱，有教授、副教授、助理教授三種，嚴格而言教授僅指正教授，但副教授及助理教授也會被尊稱為教授。大專院校講師也可能被外界尊稱為教授，但嚴格而言並非教授。
台灣的大專院校教師依專科以上學校教師資格審定辦法，有台灣教育部頒發的證書。教師資格審查原本由教育部自己進行，但近年多授權給部份通過考核之大學自行審查，再報教育部核定。

## 比較
各體系中不同教職之地位對照，可參考下表：
| 中文                                   | 北美體系（含韓國、新加坡等）                                     | 英國、澳大利亞、新西蘭體系                        | 日本體系                                                        |
| -------------------------------------- | ---------------------------------------------------------------- | ------------------------------------------------- | --------------------------------------------------------------- |
| 首席教授／講座教授／名誉教授／特聘教授 | Chair Professor / University Professor / Distinguished Professor | Professor（10%）                                  | 名誉教授（Professor emeritus）                                  |
| 教授                                   | Professor（Prof.）                                               | Associate Professor / Reader（15%）               | 教授（Professor）                                               |
| 副教授                                 | Associate Professor（Assoc. Prof.）                              | Principal Lecturer / Senior Lecturer              | 准教授（2007年起）、助教授（2007年以前）（Associate professor） |
| 助理教授                               | Assistant Professor（Asst. Prof.）                               | Lecturer (PhD Degree expected)                    | 助教（Assistant professor / Research Associate）                |
| 講師／導師／專任導師                   | Lecturer / Instructor                                            | Associate Lecturer / Teaching Fellow / Instructor | 講師（Lecturer）                                                |
| 助教／教學助理                         | Teaching Assistant（T.A.）                                       | Tutor                                             | 助手（Research Assistant / Assistant / Associate）              |

在香港，非終身制的大專院校教學人員可被委任為教授，常見的有：榮譽教授（Honorary Professor）／客座教授（Adjunct Professor）／實務教授（Professor of Practice）。而部分教授只負責大專院校的研究職務，如：研究教授（Research Professor）／研究副教授（Research Associate Professor）／研究助理教授（Research Assistant Professor）。較為資深的講師（Lecturer）如未獲晉升為助理教授，則有機會獲晉升爲高級講師（Senior Lecturer）／首席講師（Principal Lecturer）；較為資深的導師（Instructor）如未獲晉升為助理教授，則有機會獲晉升爲高級導師（Senior Instructor）；較為資深的專任導師（Teaching Fellow）如未獲晉升為助理教授，則有機會獲晉升爲高級專任導師（Senior Teaching Fellow）。

## 参閲
- 訪問學者
- 講座教授
- 讲师
- 助教